# Austin A30
L’A30 è un'autovettura compact prodotta dall'Austin dal 1951 al 1956 in 223.264 esemplari.

## Il contesto
Introdotta nel 1951 come erede dell'Austin 7, fu la risposta della casa automobilistica britannica alla Morris Minor. Al lancio, l'A30 costava 507 sterline, quindi 62 sterline in meno del modello della Morris.

## Storia
Il corpo vettura, progettato da un ingegnere aeronautico, era a monoscocca, e fu il primo di questo tipo ad essere realizzato dall'Austin per un proprio modello. Ciò rendeva il veicolo più leggero e robusto rispetto alle vetture contemporanee. All'interno erano presenti dei sedili anteriori singoli ed un divanetto posteriore che erano rivestiti di PVC. L'uso di questo materiale per i sedili, oltre che all'utilizzo di un solo tergicristallo monospazzola lato conducente e di un solo parasole lato guida, portò ad un contenimento dei costi. Questi ultimi due componenti, ma installati lato passeggero, e l'impianto di riscaldamento erano disponibili come optional. Anche la radio era disponibile come optional, e costava 43 sterline. L'impianto di riscaldamento invece era in vendita a 9 sterline.

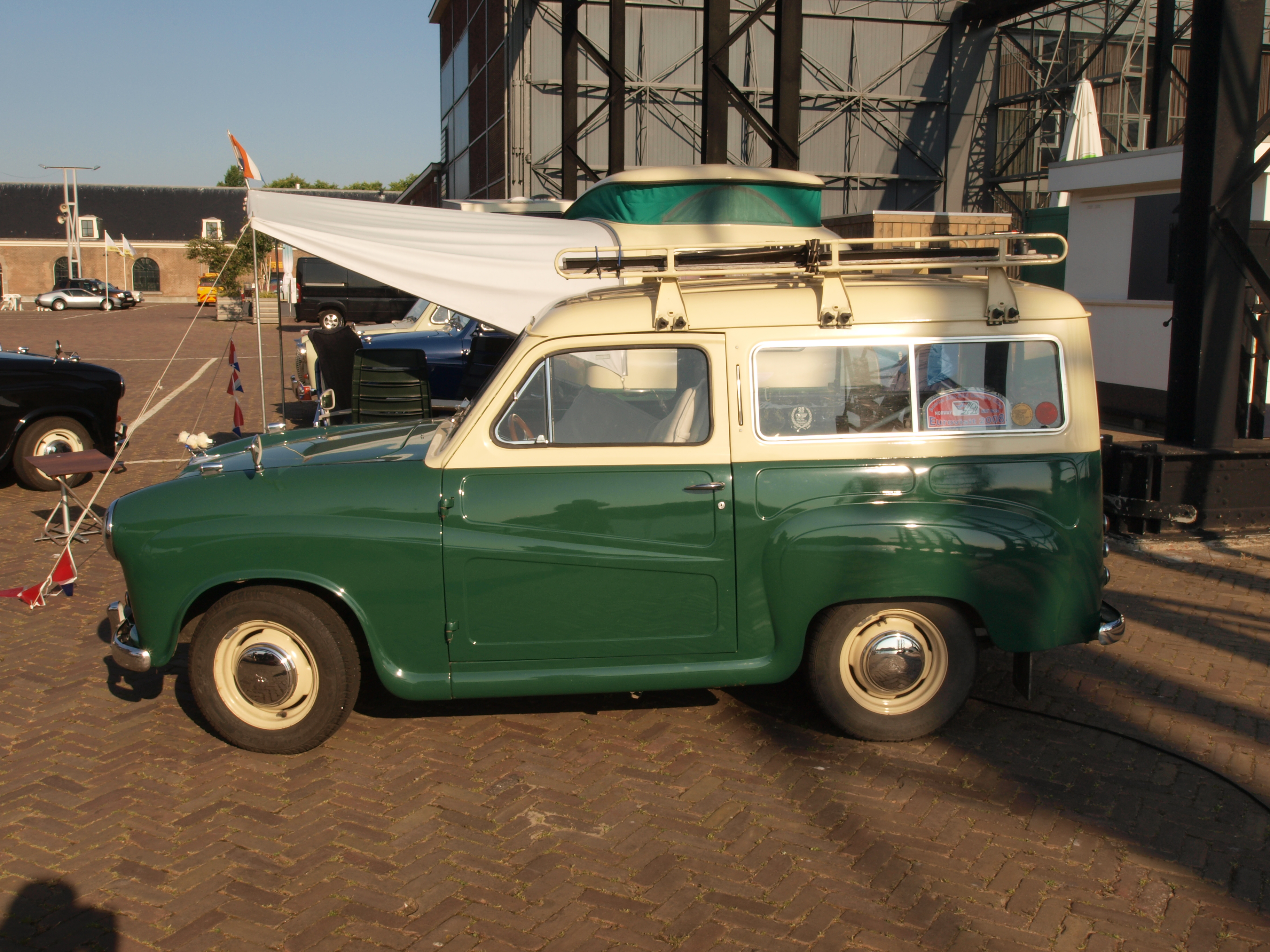
Vista laterale di un’Austin A30 countryman, versione familiare

All'inizio la sola versione offerta era la berlina quattro porte. Nel 1953 venne introdotta la berlina due porte, mentre nel 1954 vennero lanciate le versioni furgonata e familiare (entrambe a due porte). Quest'ultima era conosciuta come countryman, e derivava dalla versione furgonata. L'A30 familiare possedeva però una minore capacità di carico rispetto all'equivalente e concorrente BMC O-type Minor. Più precisamente la prima aveva una capacità di carico di 1,7 m³, mentre la seconda 2,15 m³. Nonostante questo, l'Austin A30 offriva il medesimo carico utile della rivale.
L'Austin A30 era però più leggera e robusta della BMC O-type Minor, e riscontrò un certo successo tra gli uomini d'affari.
La berlina venne rimpiazzata dalla A35 nel 1956, mentre la familiare venne prodotta fino al 1962. La versione furgonata fu invece in commercio fino al 1968.
L'A30 aveva un lunotto posteriore più piccolo rispetto a quello dell'A35, e gli indicatori di direzione erano a bacchetta anziché a lampeggianti. Essi fuoriuscivano dal montante centrale quando erano azionati per mezzo di un pomello montato al centro del cruscotto.
Il modello ebbe un relativo successo negli anni cinquanta nelle competizioni automobilistiche per berline prodotte di serie, e molti esemplari appaiono ancora oggi nelle rievocazioni storiche delle gare appena accennate.

## Caratteristiche tecniche
Il motore era a quattro cilindri in linea e possedeva una cilindrata di 803 cm³. L'alesaggio era di 58 mm mentre la corsa di 76 mm; il rapporto di compressione era 7,2:1. Le valvole erano laterali, mentre l'alimentazione era assicurata da un carburatore Zenith. La potenza erogata era di 28 CV a 4.400 giri al minuto, mentre la coppia fornita era di 40 N•m a 2.200 giri al minuto.
Il cambio era manuale a quattro rapporti.
Il motore, che era di nuova progettazione, rappresentò lo stato dell'arte dell'epoca e vantava un consumo di meno di 7 L ogni 100 km (così come dichiarato dall'Austin). Con guida brillante, l'A30 riusciva a raggiungere la velocità massima di 110 km/h e ad accelerare da 0 a 97 km/h in 42,3 secondi. I freni erano ibridi, dato che quelli anteriori erano idraulici Lockheed, mentre quelli posteriori erano a bielle, le quali erano azionate da un cilindro ed erano montate nel corpo vettura. Quest'ultimo sistema fu criticato perché arcaico anche se, nella pratica, era relativamente funzionale. Il sistema a biella forniva una buona efficienza per quanto riguarda il freno di stazionamento ed era azionato mediante una leva situata in una posizione scomoda alla destra del conducente (per le auto con guida a destra).
Le sospensioni erano a molle elicoidali all'avantreno e ad assale rigido con molle a balestra semiellittica al retrotreno.

## Prestazioni
Il modello fu provato dalla rivista specializzata The Motor nel 1952. Durante il test venne registrata una velocità massima di 100 km/h ed un'accelerazione da 0 a 80 km/h di 29 secondi. Il consumo di carburante fu di 7,28 L ogni 100 km. Il modello utilizzato nel test costava 553 sterline incluse le tasse.
I dati sul consumo di carburante vanno visti in un contesto preciso. Durante e subito dopo la seconda guerra mondiale, i carburanti con marchio scomparirono dal Regno Unito. I carburanti disponibili fino al 1952 possedevano un numero di ottano pari a 70, che obbligò i costruttori di autovetture a fabbricare motori con basso rapporto di compressione: ciò ridusse le prestazioni di tutti i modelli in commercio all'epoca, specialmente quelli di piccole dimensioni. Nel 1952 i carburanti con marchio tornarono sul mercato, e quindi le benzine disponibili ora possedevano un numero di ottano superiore; da ciò conseguì un aumento del rapporto di compressione nei motori ed un miglioramento delle prestazioni. In questo processo furono coinvolte sia l'A30 che l'A35

## La produzione in Australia
L'A30 venne prodotta in Australia dal 1952 al 1954 dall'Austin e dal 1954 al 1956 dall'azienda che gli succedette, la BMC.